# Lusciano
Lusciano är en ort och kommun i provinsen Caserta i regionen Kampanien i Italien. Kommunen hade 15 556 invånare (2017).